# Lipolagus
Lipolagus is een monotypisch geslacht van straalvinnige vissen uit de familie van kleinbekken (Bathylagidae).

## Soort
- Lipolagus ochotensis Schmidt, 1938